# Embalse de Tsimliansk
El embalse de Tsimliansk (del ruso: Цимлянское водохранилище) es un gran embalse o lago artificial de Rusia, uno de los mayores del país, finalizado en 1952 en el río Don, en territorio de los óblasts de Rostov y Volgogrado. Suministra energía hidroeléctrica y riego a las regiones de Rostov y Volgogrado, en las que se cultivan trigo, arroz, algodón, maíz, alfalfa, frutas, uvas y verduras.

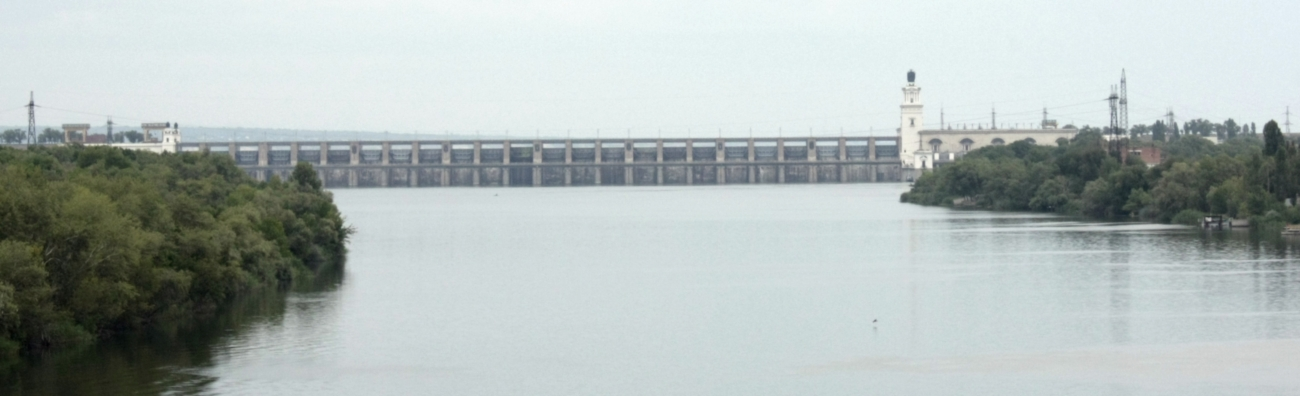
Embalse de Tsimliansk

Junto con el canal Volga-Don, el ambalse forma parte de la vía navegable para el envío de materias primas de las cuencas del Alto Don y del Volga (Caspio) a las cuencas del Bajo Don -  mar de Azov, y viceversa.
La presa de Tsimlyansk también ha contribuido a regular y controlar las inundaciones de la cuenca baja del río Don, aunque como contrapartido, al disminuir los flujos que llegan al mar de Azov, ha elevado mucho la salinidad de este último. La finalización del embalse ha dado lugar a un fuerte crecimiento industrial local.
Bajo las aguas del embalse se encuentra  Sarkel, la antigua ciudad fortaleza de los jázaros.